# Постэкономика
Постэконо́мика — это нормативное состояние общественных отношений, складывающихся в системе обмена, распределения, производства и потребления в результате трансформации экономических принципов добровольного обмена, частной собственности и эксплуатации в принцип эффективного обмена. Главным фактором этой трансформации, или социокультурной эволюции, является повышение удобства сравнения с альтернативами возможностей удовлетворить потребности обменом, или эргономизация общественных обменных отношений. Формируется непосредственно из-за естественной для человека отдачи предпочтений в оценке более эргономичным предложениям обмена. Является господствующим состоянием внутриобщественных отношений в развитых странах.

## Описание
Удобство сравнения с альтернативами является естественной социальной потребностью человека при обмене деятельностью с другими людьми. Эта потребность имеет место в силу естественных ограничений когнитивных, временных, других ресурсов человека для точной оценки предложений обмена на предмет возможностей удовлетворить потребности обменом, а также в силу пересмотра им оценки после обмена.
Повышение удобства сравнения с альтернативами возможностей удовлетворить потребности обменом, или эргономизация обменных отношений, является главным фактором развития и роста постэкономики. Этот фактор трансформирует отношения добровольного обмена, эксплуатации и частной собственности в направлении эффективного обмена деятельностью между людьми.
Интернациональными примерами повышения удобства сравнения с альтернативами в общественных интересах являются распространение денег как универсальных средств обмена, рыночных площадей как универсальных мест обмена, интернет-магазинов как универсальных площадок обмена.
Эргономизация обмена как деятельность, или учет человеческого фактора и принципов эргономики в обмене деятельностью между людьми, является применением механизма повышения удобства сравнения с альтернативами в качестве метода проектирования предложений эффективного обмена.